# Britta Steffen
Britta Steffen (Schwedt, 16. studenog 1983.), njemačka plivačica.
Nakon 16 godina bez zlatne medalje u njemačkom ženskom plivanju, Britta je pobijedila u utrci na 100 m slobodno, iako je na polovici utrke finala okrenula kao posljednja plivačica. 